# Oihana Kortazar Aranzeta
Oihana Kortazar Aranzeta (Elgueta, Guipúzcoa, 29 de junio de 1984) es una corredora española de montaña, dos veces vencedora de la Cegama-Aizcorri, campeona de España de carreras de montaña, vencedora del campeonato del mundo de Skyrunning en 2011, y campeona del mundo de kilómetros verticales, entre otras victorias de su extenso palmarés.

## Biografía
Oihana nació en Elgueta, pueblo que siempre le gusta recordar como el más alto de Guipúzcoa. Se crio entre montes, y los utilizó como lugar de ocio y escape. Su inmersión en el deporte vino de la afición de su padre por el ciclismo, lo que la llevó a disputar carreras de ciclocrós y ruta durante algún tiempo, y a muy buen nivel. Esta afición por la bicicleta es algo que nunca ha perdido.
Después de algún tiempo dedicándose al ciclismo de montaña, en el cual se federó, pasó a competir en duatlón, disciplina en la que estuvo unos años. En 2008 se mudó con su pareja a Motrico, lo que la llevó por azar a probar en carreras de montaña de a pie: se apuntó a una carrera de montaña en Motrico y la ganó. A los siete días, volvió a competir en la disciplina en Navarra. Antes de esto, todo lo que había hecho con respecto a correr por la montaña se reducía a realizar senderismo por el monte y rutas por los Picos de Europa y Pirineos.
En 2008 y 2009 ya consiguió victorias de prestigio. Pero en 2011, tras su retorno después de su maternidad, consiguió dar un salto nuevo de nivel, compitiendo y ganando en pruebas internacionales como kilómetros verticales o maratones alpinas, así como la Behobia-San Sebastián de asfalto en 2012. En ese 2011 fue Campeona de Euskadi, Campeona de España, Campeona de Europa y también Campeona del mundo en carreras de montaña. También consiguió entrar en el equipo Salomon Running internacional.
Oihana ha sido madre por partida doble, y sobre la compatibilidad con su rutina deportiva afirma que no le ha resultado difícil, sobre todo por la gran ayuda que tenía alrededor, y por la buena adaptabilidad que tenía con su horario laboral. No se ve como una heroína, y es un calificativo que siempre le ha incomodado, ya que, se pone el lugar de otras personas con otros trabajos más duros y con más responsabilidades familiares y que aun así consiguen sacar tiempo para entrenar. Para ella, esas personas, aún acabando en la posición 150 de una competición, tienen más mérito. Se considera una persona más que corre sin importarle lo que digan los demás y haciendo frente a sus miedos.
Con respecto a los impedimentos que pueda haber tenido en el deporte por ser madre, considera que no los ha habido, ni ha sufrido tabús al respecto. Para Oihana, hay más impedimentos por ser mujer que por ser madre en el mundo de la alta competición deportiva.

## Palmarés

### Carreras de montaña
- Campeona de la Copa del Mundo (2011)
- Campeona del mundo de Carreras Verticales (2012)
- Subcampeona del mundo en Combinada-Skygames (2012)
- Campeona Sky Runner Series (Internacional, 2015)
- Campeona de Europa Combinada (Kilómetro Vertical + Skyrace, 2011)
- Campeona de España (2011, 2012)
- Campeona de la Copa de España (2011, 2012)
- Campeona de España de Carreras Verticales (2011)
- Campeona de Europa (2011)
- Campeona de la Copa del Mundo (2011)
- Ganadora de la Cegama-Aizcorri (2011, Copa del Mundo; 2012, Copa del Mundo)
- 3ª en la Cegama-Aizcorri (2015, Campeonato de Europa; 2016, Copa del Mundo Sky)
- Campeona de Euskadi (2016)
- Campeona de Euskadi Ultra (2016)